# Юрг Федершпил
Юрг Федершпил (на немски: Jürg Federspiel) с цяло име Юрг Фортунат Федершпил е швейцарски писател, автор на повече от 20 романа и сборника с разкази.

## Биография
Юрг Федершпил е роден на 28 юни 1931 г. в Кемпттал, кантон Цюрих в семейството на журналист. Израства в Давос, но завършва гимназия в Базел.
След 1951 г. работи като репортьор и кинокритик за различни швейцарски вестници. Продължително пребивава в Германия, Франция, Великобритания, Ирландия и САЩ. Накрая живее с редуване в Базел и Ню Йорк.
Дълги години страда от диабет и болест на Паркинсон.
Тялото на Федершпил е намерено на 25 февруари 2007 г. в преливника Меркт при Вайл ам Рейн. Издирван е от 12 януари 2007 г. Като причина за смъртта се смята самоубийство.

## Творчество
Творчеството на Юрг Федершпил се състои главно от журналистически текстове и художествена проза. Неговите разкази и романи, макар често да имат документален характер, издават в леко меланхолична форма склонността му към ужасното, комичното и ексцентричното.
Значително влияние Федершпил изпитва от американската Short story, както и от творбите на швейцарския писател Блез Сандрар.
Най-важните му произведения са сборникът с разкази „Портокали и смърт“ (Orangen und Tode) (1961), записките „Музей на умразата. Дни в Манхатан“ (Museum des Hasses. Tage in Manhattan) (1969), в които бележки от личния дневник се смесват с фикционални, отчасти сюрреални моменти, а също „Балада за тифоидната Мери“ (Die Ballade von der Typhoid Mary) (1982) и „География на насладата“ (Geographie der Lust) (1989), която се смята за негов шедьовър.

## Награди и отличия
- 1962: „Награда на Швейцарска Фондация „Шилер““
- 1962: Preis des Kulturkreises im Bundesverband der Deutschen Industrie
- 1965: „Награда Георг Макензен“
- 1969: „Награда Конрад Фердинанд Майер“
- 1970: „Награда на Швейцарска Фондация „Шилер““
- 1986: „Шилерова награда на Цюрихската кантонална банка“
- 1988: „Литературна награда на Базел“
- 2000: Ehrengabe der Stadt Zürich